# Sexo Explícito
Sexo Explícito foi um grupo de pós-punk formado em 1982 por Rubinho Troll (voz e Letras), Marcelo Dolabela (Guru), Roberto Nosso (guitarra), John Ulhoa (na época João Daniel) (guitarra), Marompas (Mario Santiago) (baixo) e Roger Mendonca (bateria) em Belo Horizonte (MG) . Seu primeiro show foi nas "Calouradas da UFMG" , o segundo no Bar Canil (na Av.Prudente de Moraes), lugar aonde também ensaiavam. Com esta formação mais um coro composto por (Patricia Moran, Patricia Lacerda, Silma Dornas e Fabiana Figueiredo) gravou um único K7 (às armas) junto com o grupo Divergência Socialista (um outro projeto paralelo do grupo), pelo selo independente Onda. 
Em sua segunda formação, composta por John Ulhoa (guitarra), Marompas (baixo), Rubinho Troll (voz, teclado e percussão) e Roger Mendonça (Betoneira) (bateria), criaram um estúdio para ensaios na Rua Jaspe no Bairro de Santa Theresa que atraiu bandas como: Chemako, Último Número, R.Mutt , Os The Gunns, Pastor Satan e Clay Regazzoni, além de artistas plásticos como Jimmy Leroy, Agnaldo Pinho, Eri Gomes e Marta Neves, além de ter sido o primeiro endereço da Loja "Guitar Shop" (que pertencia a John e seu irmão Zé Mauro). Em 1986 gravam 2 faixas: "O Vaporzinho da calçada" e "No Thanks", produzidas por Chico Neves,para a coletânea de rock belo-horizontino "Rock Forte" (Plug). Tocaram regularmente em varias casa noturnas em Belo Horizonte .
Logo em seguida assinaram com o selo Eldorado e se mudam para São Paulo quando sai Roger Mendonça e entra Roger Bacoom.
Tocam extensivamente nos clubes noturnos de São Paulo (Madame Satã, Cais, Rose Bombom, Aeroanta, Espaço Retrô e Sesc(s)) e se apresentam em vários programas de TV (Kid Vinil, Metrópolis, Jô Soares). 
Também nesta época Marompas e Lucas Bambozzi produziram o show de TV "Mug Show" (Rede Minas) apresentado por Rubinho Troll e que mostrava pela primeira vez na TV mineira  bandas do período (DeFalla, Fellini, Gueto, Ira!, O Último Número). 
Em 1989 tiveram uma cover da canção (O Sol) incluida na coletânea tributo a Arnaldo Baptista Sanguinho Novo (Eldorado).
Gravaram pelo selo Eldorado os LPs "Combustível para o Fogo" em 1989 e "O Disco dos Mistérios ou 3 Diabos e ½ ou Sexplícito Visita o Sítio do Pica-Pau Amarelo ou Tributo a H. Romeu Pinto" em 1991 (talvez um dos titulos mais longos da história).
O guitarrista John Ulhoa que também fez parte da formação original da banda "O Último Número" na década de 80, criou a banda Pato Fu. 
Rubinho Troll se mudou para a Inglaterra e lançou seu primeiro disco solo (Stinkin' like a Brazilian) produzido por John em Janeiro de 2011.

Marompas participou do show de lancamento do "Songbook" do Divergência Socialista em 2022.
Roger Bacoom tem trabalhado em seu Home-estúdio registrando obras de sua banda prévia : "Ouisis" com Almir Almas e algumas cantoras independentes.

## ncia SocialisLigações externas
- Dicionário Cravo Albin de Música Brasileira